# Diputat del comú
Els diputats del comú varen ser a les ciutats i les viles de l'estat espanyol borbònic, a partir de 1766, representants municipals elegits per sufragi popular per tal d'assistir a les sessions i intervenir amb veu i vot en totes les qüestions relacionades amb els proveïments, a diferència dels síndics personers que sols tenien la facultar d'instar, en nom del poble, mesures en aquests àmbits.
El càrrec fou creat (juntament amb el de síndic personer) pel Consell de Castella amb l'Auto acordado del 5 de maig de 1766, i la instrucció del juny d'aquell mateix any, a conseqüència del motí de Squillace, per tal d'evitar els fraus a l'administració, i fou suprimit definitivament al s. XIX en ésser creats els ajuntaments constitucionals. Va ser una de les reformes municipals més importants introduïdes per Carles III. En el context centralitzador i absolutista de la monarquia espanyola varen representar l'intent d'introduir elements de control de l'absolut domini aristocràtic de la vida de les ciutats. La seva intervenció estava centrada en les mesures de proveïment i, a partir d'aquest element, en tot allò que s'hi relacionava: preus, policia, justícia, etc. La mesura, tanmateix, no va tenir efectes reals sobre l'administració local, ja que no modificava en cap aspecte substancial el sistema del despotisme monàrquic.